# Elsa Stenhammar
Elsa Elfrida Marguérite Stenhammar, född 23 maj 1866 i Stockholm, död där 18 februari 1960, var en svensk sångare, organist och körledare. Hon var dotter till Fredrik Stenhammar och Fredrika Stenhammar samt systerdotter till Elfrida Andrée och kusin till tonsättaren Wilhelm Stenhammar.
Stenhammar avlade organistexamen vid Kungliga Musikkonservatoriet i Stockholm 1885 och kantorsexamen 1891. Hon var verksam som sångerska (alt) vid Stora teatern i Göteborg 1888–1891 och musiklärare från 1891. Tillsammans med sin moster Elfrida Andrée var hon initiativtagare till "Folkkonserterna" 1897. Hon var kantor i Göteborgs domkyrka, instruktör för konserthuskören och teorilärare vid Göteborgs Orkesterskola. Stenhammar belönades med Litteris et Artibus 1924 och invaldes som ledamot nr 596 av Kungliga Musikaliska Akademien den 29 mars 1930. Hon är begravd på Stockholms norra begravningsplats.